# Йевр-ле-Пети
Йевр-ле-Пети́ (фр. Yèvres-le-Petit) — коммуна во Франции, находится в регионе Шампань — Арденны. Департамент — Об. Входит в состав кантона Бриен-ле-Шато. Округ коммуны — Бар-сюр-Об.
Код INSEE коммуны — 10445.
Коммуна расположена приблизительно в 165 км к востоку от Парижа, в 55 км южнее Шалон-ан-Шампани, в 37 км к северо-востоку от Труа.

## Население
Население коммуны на 2020 год составляло 54 человека.
| 1962 | 1968 | 1975 | 1982 | 1990 | 1999 | 2008 | 2020 |
| ---- | ---- | ---- | ---- | ---- | ---- | ---- | ---- |
| 69   | 81   | 73   | 68   | 59   | 67   | 75   | 54   |

## Экономика

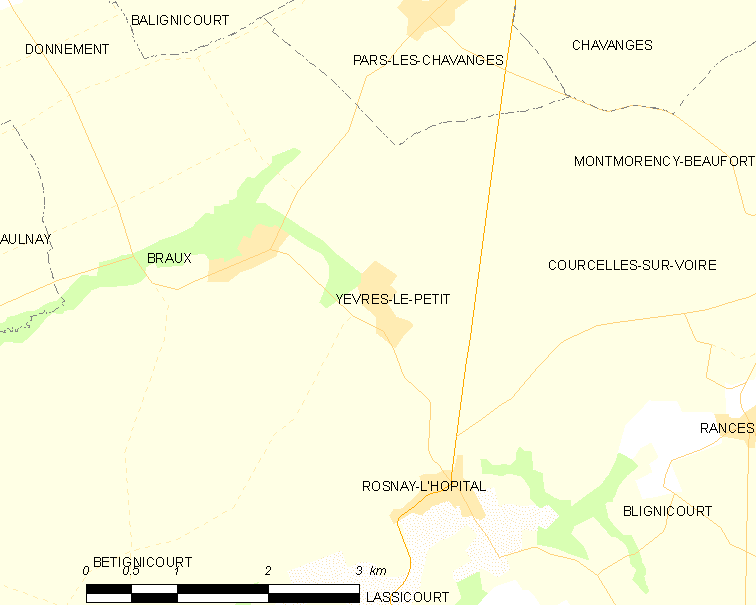
Карта коммуны

В 2007 году среди 40 человек в трудоспособном возрасте (15—64 лет) 27 были экономически активными, 13 — неактивными (показатель активности — 67,5 %, в 1999 году было 60,0 %). Из 27 активных работали 26 человек (14 мужчин и 12 женщин), безработной была 1 женщина. Среди 13 неактивных 6 человек были учениками или студентами, 3 — пенсионерами, 4 были неактивными по другим причинам.

## Достопримечательности
- Церковь Сен-Лоран (XVI век). Памятник истории с 1991 года[3]